# Набитовский, Валерий Давыдович
Валерий Давыдович Набитовский (р. 7 июля 1955, Чусовой, Пермская область, РСФСР) — инженер-металлург, политический и хозяйственный деятель.
Аким города Экибастуз с 2002 по 2007 год.

## Биография
С 1972 года — слесарь-ремонтник паровозоремонтного завода города Перми.
В 1976-85 годах живёт и работает в городе Аксу (Ермак), где занимал должности слесаря, мастера на Ермаковском заводе ферросплавов, затем был избран заместителем председателя профсоюзного комитета этого же завода.
С 1985 года в городе Экибастузе. Работал мастером, прорабом Домостроительного комбината треста «Экибастузэнергострой». Возглавлял профсоюзные комитеты Домостроительного комбината и крупнейшего строительного треста «Экибастузэнергожилпромстрой».
В 1990—1992 годах — заместитель начальника по кадрам и быту специализированного строительного объединения «Казэнергострой» в городе Алматы.
В течение 5 лет работал в малом бизнесе.

## Профессиональная политическая деятельность
- С 1997 год — аким Ильичёвского района, города Павлодара
- руководитель аппарата акима Северо-Казахстанской области
- исполняющий обязанности акима города Кокшетау.
- начальник Северо-Казахстанского областного управления охраны окружающей среды
- помощник, советник, заместитель и первый заместитель Премьер-министра Республики Казахстан
- руководитель аппарата акима Павлодарской области
- С апреля 2002 года по май 2007 — аким города Экибастуза
- 20 октября 2006 года избран акимом Экибастуза в ходе экспериментальных выборов.
- 28 ноября 2006 года сотрудники финансовой полиции возбудили в отношении Набитовского дело по ст. 177, ч. 2 (мошенничество) в связи с подозрением в незаконном отводе земельного участка. Вскоре правоохранительные органы завели против него второе уголовное дело — по ст. 307, ч. 3 УК РК (злоупотребление должностными полномочиями).
- В мае 2007 г. отстранен от должности в связи с возбуждением уголовного дела.
- В должности директора Павлодарского хлебобулочного комбината.

## Оценка
По мнению бывшего депутата городского маслихата Экибастуз и марафониста Марата Жыланбаева он хотел реально улучшить жизнь в городе и превратил город в «конфетку», была чистота и порядок. По директиве сверху ему было сильное давление, прослушки, начали копать под него, чтобы посадить. Его заставили уйти, так как на его место хотели поставить другого.